# Brachinus nobilis
Brachinus nobilis (лат.) — вид жужелиц рода Brachinus из подсемейства Brachininae. Северная и Восточная Африка, Ближний Восток, Йемен, остров Сокотра.

## Описание
Среднего размера жужелицы, длина тела от 11 до 15 мм. При опасности жук из анальных желез выделяет ядовитую жидкость. Основная окраска жёлтая; надкрылья с чёрными отметинами. Вид был впервые описан в 1831 году французским энтомологом и генералом Пьером Франсуа Дежаном.